# 堀正明
堀正明（ほり まさあき、1964年5月21日 - ）は、日本のエンターテインメントプロデューサー、音楽プロデューサー、作詞家、編集者、ラジオ番組ディレクター、実業家。
香川県高松市出身。ハーモニック代表。

## 来歴
- 香川県高松市に生まれる。
- 武蔵大学経済学部経営学科卒業。

## 人物・エピソード
- 音楽プロデュースした今敏監督「Perfect Blue」はイギリスのフィルムメーカー誌で史上最高のアニメ25位にランキングされている。[2]
- 1994年に、現在では当たり前になっているラジオの生放送中にネットでリクエスト曲を受け付けるというシステムを考案。FM東京「タウンミュージック」とパソコン通信NIFTYの音楽コミュニティを繋げた。これが日本初のラジオ番組生放送でネットリクエストを募る放送となった。

## 作品

### 映画音楽プロデュース＆制作作品
- 神さま待って！お花が咲くから/松村克弥監督[3]
- たいせつなひと（仮）/中村公彦監督[4]
- 21世紀のおじさん@おっさんずぶるーす/前田直樹監督[5]
- 全く最近のおやじモンときたら・・・」@おっさんずぶるーす/荒木憲司監督[6]
- カリスマハウス@おっさんずぶるーす/中村公彦監督[7]
- スモーキング・エイリアンズ/中村公彦監督[8]
- ANONYMOUS/橋本一監督
- 雨が降るまで/城定秀夫監督
- 激突/ヤング・ポール監督
- 二十歳の革命/青木克齊監督
- 血まみれBetter sweets/松本花奈監督
- TICKET/駒谷揚監督
- シンドバッド/宮下新平監督
- 愛の渦/三浦大輔監督
- ツレがうつになりまして。/佐々部清監督
- わさお/錦織良成監督
- 釣りキチ三平/滝田洋二郎監督
- ヒートアイランド/片山修監督
- 茶々 天涯の貴妃/橋本一監督
- 阿波DANCE/長江俊和監督[9]
- エンマ/長江俊和監督[10]
- Wonderful swim/飯塚健監督
- ザ・コテージ/葉山陽一郎監督[11]
- 放郷物語 THROWS OUT MY HOMETOWN/飯塚健監督[12]
- Ｄ/駒谷揚監督
- Perfect Blue /今敏監督[1]

### テレビドラマ音楽プロデュース＆制作作品
- 執事 西園寺の名推理２ ＜テレビ東京＞[13]
- 執事 西園寺の名推理 ＜テレビ東京＞[14]
- 松竹山田風太郎時代劇ドラマ「くノ一忍法帖蛍火」＜BS JAPAN＞
- 松竹池波正太郎時代劇ドラマ「光と影」＜BS JAPAN＞
- 遅咲きのヒマワリ＜フジテレビ＞
- 裏切りは僕の名前を知っている＜チバテレビ他＞
- ボーイズ・オン・ザ・ラン＜テレビ朝日＞
- フジテレビ開局50周年記念ドラマ「ありふれた奇跡」＜フジテレビ＞
- Q.E.D. 証明終了＜NHK＞
- ハチミツとクローバー＜フジテレビ＞
- もしも明日…おはよう＜NHK＞
- S・A～＜U局ネット＞
- 打撃天使ルリ＜テレビ朝日＞
- ライフ＜フジテレビ＞
- 山田太一ドラマスペシャル「星ひとつの夜」＜フジテレビ＞
- ハッピィ★ボーイズ＜テレビ東京＞

### 音楽プロデュース＆制作作品
- はなまる／手嶌葵＜神様待って！お花が咲くから＞
- わたりどり／薬師丸ひろ子＜シンドバッド＞
- Special days／華園光（CV:後藤邑子）With S・A［東堂明（CV:生天目仁美）＆山本芽（CV:高垣彩陽）＜S.A＞
- Special days／山本芽（CV:高垣彩陽）＜S・A＞
- Special days／東堂明（CV:生天目仁美）＜S・A＞
- 陽だまりのゲート／滝島彗（CV:福山潤）、狩野宙（CV:下野紘）、山本純（CV:代永翼）、辻竜（CV:堀江一眞）＜S・A＞
- 陽だまりのゲート／山本純（CV:代永翼）＜S・A＞
- 陽だまりのゲート／辻竜（CV:堀江一眞）＜S・A＞
- 陽だまりのゲート／狩野宙（CV:下野紘）＜S・A＞
- 響け！ハイタッチ／華園光（CV:後藤邑子）＜S・A＞
- Midnight Moon／滝島彗（CV:福山潤）＜S・A＞
- 明日へ／東堂明（CV:生天目仁美）＜S・A＞
- 海の向こう／狩野宙（CV:下野紘）＜S・A＞
- 僕の場所／山本純（CV:代永翼）＜S・A＞
- 星の流れる夜に／山本芽（CV:高垣彩陽）＜S・A＞
- 手をつないだら／辻竜（CV:堀江一眞）＜S・A＞
- 正しい笑顔の回復法／ミルフィーユ・桜葉＆烏丸ちとせ（CV:新谷良子＆後藤沙緒里）＜GALAXY ANGEL＞
- Do You Know Me?／サバカレーヌ（CV:福圓美里）＜解決！オサバキーナ＞
- 夫婦茶碗／大沢木プーピー子（CV:鈴村健一＆松来未祐）＜解決！オサバキーナ＞
- 愛しのジョッキー／花崎あぶみ（CV:豊口めぐみ）＜解決！オサバキーナ＞
- ラブ・ジャッジメント／花崎あぶみ（CV:豊口めぐみ）＜解決！オサバキーナ＞
- 真実はみっつめ／南 美咲（CV:広橋涼）＜解決！オサバキーナ＞
- 純・愛・迷・路／wisteria＜解決！オサバキーナ＞
- 真実を見つけて／オサバキーナ（CV:水樹奈々）＜解決！オサバキーナ＞
- ANNIVERSARY／MIRI（CV:福圓美里）＜スマして・ギャフン）
- MOONLIGHT ILLUSION～月夜の彷徨／フレイ（CV:子安武人）＜魔探偵ロキRAGNAROK＞
- いけないクリスピーマジック／クリスピーオトケンバンド（CV:諏訪部順一、高橋広樹）
- やばいあの娘／クリスピーオトケンバンド（CV:諏訪部順一、高橋広樹）
- 君のために/謎の新ユニットSTA☆MEN（岸尾大輔、鈴村健一、諏訪部順一、高橋広樹、鳥海浩輔、保村真、吉野裕行）
- 沈まない太陽／R16（ヒョータ（CV:櫻井孝宏）、まりん（CV:鈴村健一）
- 傾いた月／R16（ヒョータ（CV:櫻井孝宏）、まりん（CV:鈴村健一）
- YOU／R16（ヒョータ（CV:櫻井孝宏）、まりん（CV:鈴村健一）
- 降り注ぐ雨～SEPARATEWAY～／R16（ヒョータ（CV:櫻井孝宏）、まりん（CV:鈴村健一）
- まばたき／To Heaven[守野くるみ（CV：松岡由貴）、松永沙羅（CV:植田佳奈）
- 夏が終わるまでに／M－flap[荷嶋音緒（cv：清水愛）、飛世巴（cv：仲西環）、双海詩音（cv:利田優子）]

### アーティストプロデュース
- ｍetrobo（徳間ジャパン）
  - harmony♪（sg）
  - neo（mini album）
  - sofa（full album）
- Grantz
  - Grantz (album)
- Rayflower (フライングドッグ）
  - 裏切りのない世界まで（Sg）
  - 蒼い糸（Sg　C/W）
- SASA
  - if you love me（full album）
- DIAMOND☆DOGS (ビクターエンタテイメント)
  - カルナバル～禁じられた愛（Sg）

### その他音楽制作プロデュース
- イズミ「ゆめタウン」CM音楽制作
- radiko×SCHOOL OF ROCK　PV音楽制作[15]
- AMANEKラジオ　サウンドロゴ制作
- ベネッセショートムービー「親友に言えないこと」池田千尋監督
- ベネッセショートムービー「選ばないと決めた日」池田千尋監督
- DVD「三人の兄弟」劇伴制作
- 青春アドベンチャー「太陽通り」劇伴制作＜NHK FM＞
- PUNK NIGHT from NANA
- Iris 〜イリス〜劇伴制作
- BLUE BLACK BLUES 劇伴制作

### ラジオ番組
- 山本晋也の観感楽学
- 大森うたえもんのどけえいきよん
- HIROKO UP TO BEAT
- 江口洋介のスーパーギャング
- 胡桃沢ひろ子のラブリーナイト
- WORLD MUSIC TODAY
- いすゞ歌うヘッドライト〜コックピットのあなたへ〜

### ラジオドラマプロデュース作品
- ラストブロンクス (セガサターンゲームラストブロンクスのラジオドラマ化。文化放送でオンエアーされた)。
- Double bind looking glass of Perfect Blue (アニメ「Perfect Blue」の劇中劇「Double bind」のラジオドラマ化。ニッポン放送でオンエアーされた）。

### コンサートプロデュース
スティービー・ワンダー「NATURAL WONDER TOUR 1995」
- 2月21日,22日 日本武道館、24日,25日,26日 横浜アリーナ、3月1日,2日 大阪城ホール、9月4日,5日 マリンメッセ福岡

### 書籍
- 貿易風(PR誌) 日本貿易会発行
- よみきかせおはなしえほん「ももたろう」（朗読：水谷優子）＜永岡書店＞
- よみきかせおはなしえほん「おおかみと七ひきの子やぎ」（朗読：水谷優子）＜永岡書店＞
- プラレールアナウンス絵本（音源制作）＜永岡書店＞
- どうぶつサウンド絵本（音源制作）＜永岡書店＞
- リズムにあわせてたいこでどんどん（音源制作）＜永岡書店＞

### Webプロデュース
- サッカー日本代表キリンチャレンジカップWebサイトプロデュース
- ネスレ「tottemoミルクティ」モバイルサイトプロデュース

### プロモーションプロデュース
- 全日本GT選手権プロモーション

### 出演
映画
- スプリング、ハズ、カム/吉野竜平監督(東京国際映画祭出品) サスペンスドラマ監督役
- D /駒谷揚監督 部長役